# 鈍葉黃蘚
鈍葉黃蘚（学名：[Distichophyllum mittenii] 错误：{{Lang}}：文本有斜体标记（帮助））为油蘚科黃蘚屬下的一个种。

## 扩展阅读
- 維基物種上的相關：鈍葉黃蘚